# Ante Čačić
Ante Čačić, född den 29 september 1953 i Zagreb, Jugoslavien, är en kroatisk fotbollstränare. Han var förbundskapten för det kroatiska herrlandslaget fram till oktober 2017 då förtroendet blev för lågt.